# هیرمند

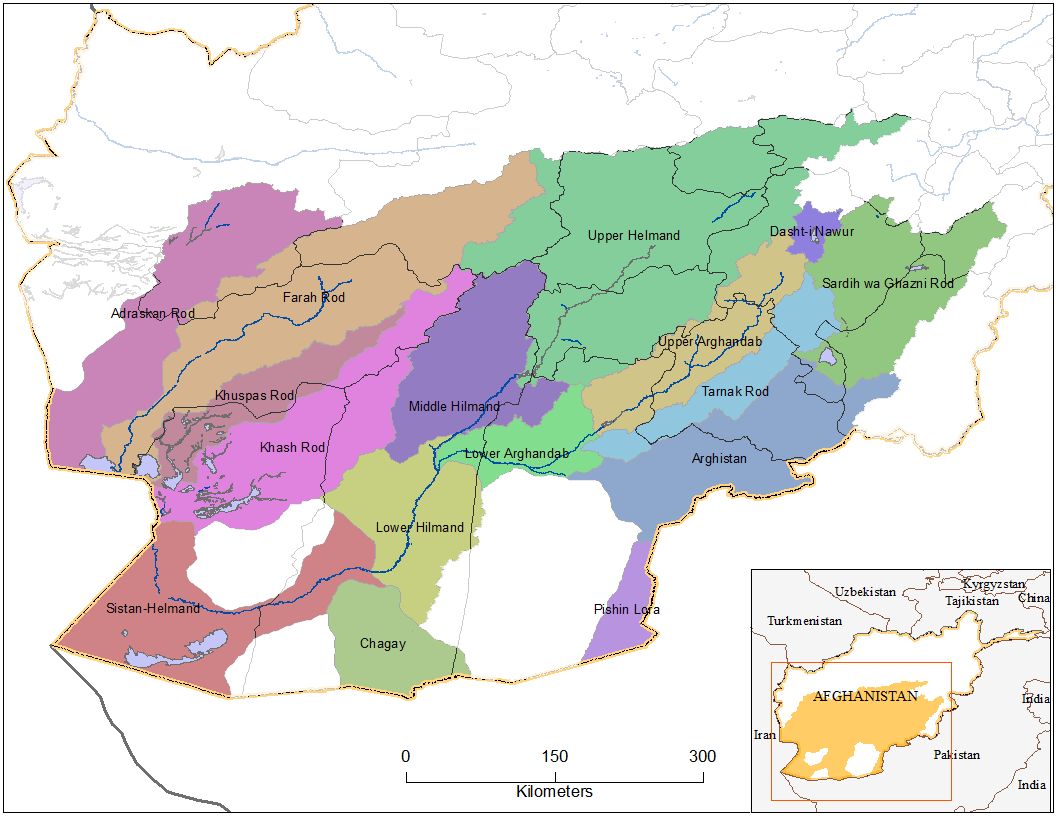
نقشه حوزه آبگیر دریای هلمند

هیرمند یا هلمند، نام رودی است که از ولایت هلمند افغانستان روان شده و به دریاچهٔ هامون که دریاچه‌ای مشترک میان کشور افغانستان و ایران است می‌ریزد. رود بزرگ هیرمند از رودهای پرآب افغانستان و آسیا به‌شمار می‌رود که سالانه میلیاردها متر مکعب آب در آن جریان می‌یابد و طول آن ۱٬۱۰۰ کیلومتر می‌باشد؛ از این لحاظ بلند ترین رود واقع میان سند و فرات به‌شمار می‌آید.
این رود از بلندی‌های کوه بابا در ۴۰ کیلومتری غرب کابل از رشته‌کوه هندوکش در افغانستان سرچشمه می‌گیرد و پس از مسافت ۱٬۱۰۰ کیلومتر وارد دریاچهٔ هامون که دریاچه‌ای مشترک میان کشور افغانستان و کشور ایران است می‌شود.

## نام
نام این رود به ریخت‌های هیرمند، هلمند، هیدمند، هندمند، هیلمن و هیرمن نیز در نسک‌های گوناگون تاریخی و گیتاشناسی آمده‌است. نام این رود در اوستا به گونهٔ هئتومنت Haetumant آمده‌است. بخش نخست این نام معنای بنداب یا ورغ یا سد را می‌دهد و منت نیز همان مند در فارسی کنونی است که معنای دارندگی را می‌رساند. پس نام این رود به معنای برخوردار از بند می‌باشد. همچنین در اوستا این نام معنای عام سرزمینی که زود سیراب می‌شود را نیز دارد. رومیان و یونانی‌ها این رود را Etymandros یا Erymanthus می‌خواندند.
یاقوت اسم این رودخانه را «هندمند» ضبط کرد. حمدالله مستوفی نام رودخانه را «آب زره» نیز نامیده است.

## در ادب فارسی
نام این رود در شاهنامه فردوسی نیز آورده شده‌است:
| چو آمد به نزدیکی هیرمند |  | فرستاده‌ای برگزید ارجمند |

همچنین در گرشاسب‌نامه اسدی:
| دو منزل زمین تا لب هیرمند |  | بُد آب خوش و بیشه و کشتمند |

و در شعرهای قطران تبریزی:
| از دست او شکوه برد نیل و هیرمند |  | وز تیغ او ستوده شود پیل و اژدها |

همچنین در وندیداد در فرگرد نوزده، پاره‌های ۳، ۳۹، ۶۵ و ۶۹ همچنین فرگرد یکم پاره ۱۳ از این رود به هئتومنت یاد شده و سرزمینی را که این رود در آن جاری است را به همین نام نامیده‌است. همچنین در فصل بیستم بندهشن پاره‌های ۶، ۱۷، ۲۱ و ۲۲ از این رود یاد می‌شود.

## جغرافیا

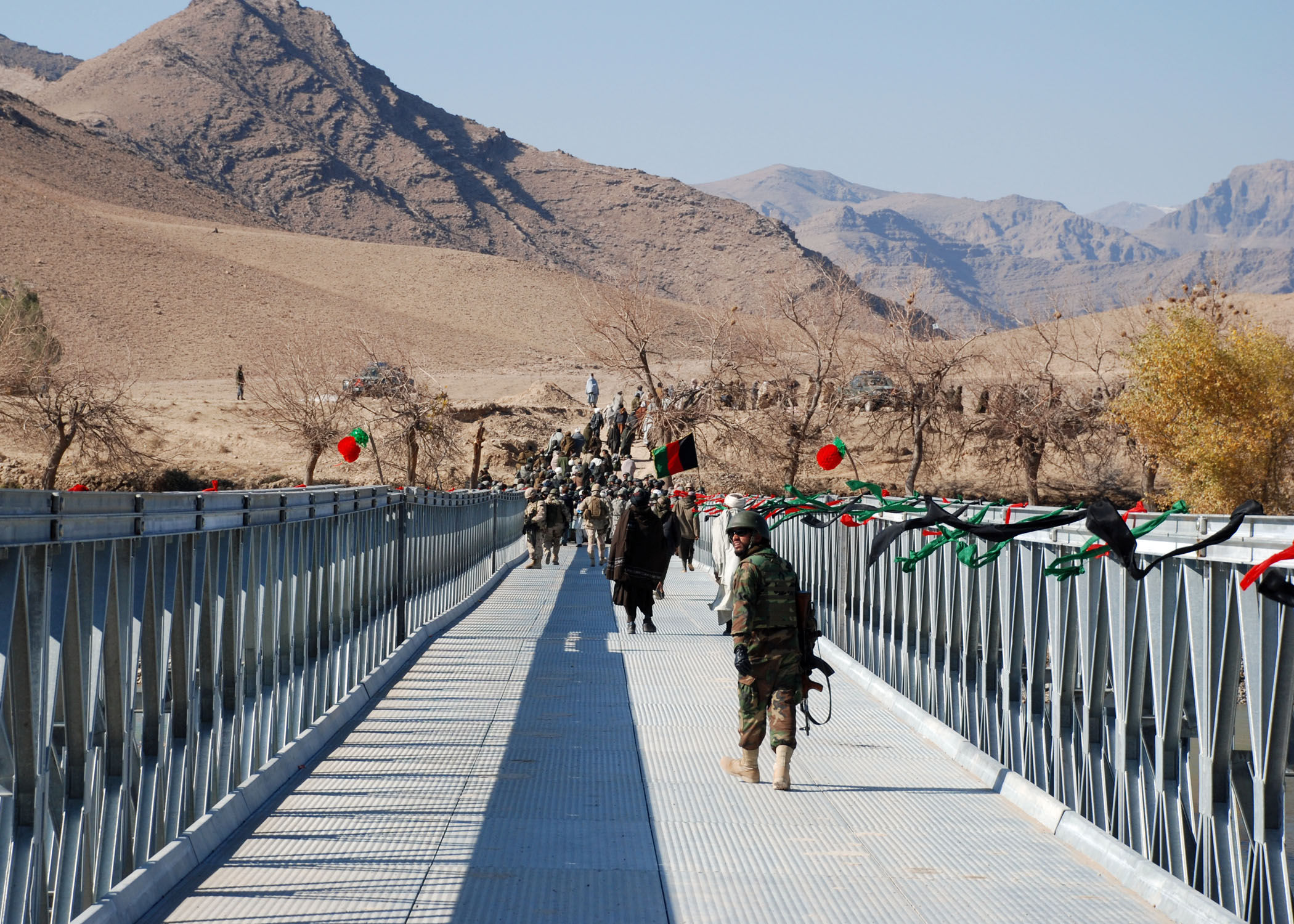
پل چوتو اعمار شده بالای هلمند

هیرمند از جنوب باختری کابل پس از پیوستن به رودخانهٔ دیگری به نام ارغنداب از شمال غربی قندهار گذشته و وارد دشت مارگو می‌شود. این رودخانه، در محل بند کمال‌خان واقع در خاک افغانستان تغییر مسیر داده و به شمال منحرف می‌گردد و در بند کهک واقع در ۳۶ کیلومتری جنوب خاوری زابل وارد دریاچهٔ هامون می‌شود. دریای هلمند بعد از عبور از «شیلهٔ چرخ» در نزدیک سیاه دک و با سیرآب کردن ولسوالی‌های «کنگ» و «چخانسور» به سوی هامون پوزک در جهیل سیستان سیر کرده در موقع توفانی سال که آب هلمند بالا می‌رود، هامون پوزک و هامون هلمند پرشده به هامون صابری می‌ریزند (در کنار مرکز ولسوالی چخانسور دریای خاشرود نیز به هامون پوزک می‌ریزد و در منطقهٔ شند معصوم خان دریای «خسپاس» که گاه سیل می‌کند نیز به هامون پوزک وصل می‌شود.
در سرتاسر مرز افغانستان و ایران ۱۸۰ پیلر نصب است که ۹۰ پیلر آن را ممکن از دهانه ذوالفقار (از شمال به جنوب) تا نزدیکی‌های شیندند و التایی با ۹۰ پیلر دیگر از نقطهٔ صفری در رباط جعلی (از جنوب به شمال) تا ختم کار مکمهن را مشخص نمود. در دو نقطهٔ که دریای هلمند و دریای هریرود مرز مشترک ایران و افغانستان را می‌سازد. دریای هلمند که از شرق به غرب امتداد دارد با عبور از «سد کمال خان» به شمال‌غرب متمایل می‌گردد که حدود ۷۰ کیلومتر موازی به مرز افغانستان و ایران امتداد می‌یابد و بعد در پیلر- ۵۱ (پایه) حد وسط دریا، سرحد میان افغانستان و ایران را می‌سازد. این سرحد مشترک تا پیلر- ۵۴ به طول ۲۷ کیلومتر امتداد می‌یابد. به این صورت ایران در امتداد ۱٬۱۵۰ کیلومتر دریای هلمند، ۲۷ کیلومتر با افغانستان شریک است.
هامون پوزک، هامون هلمند و هامون صابری در مجموع جهیل سیستان را می‌سازند). علاوه به آب اضافی هامون‌های پوزک و هلمند که به هامون صابری می‌ریزد، دریاهای «فراه رود» و «هاروت رود» نیز بالاخره به هامون صابری خالی می‌شوند. جهیل سیستان در مجموع ۷٬۵۰۰ کیلومتر مربع مساحت دارد که خط مرزی از وسط این جهیل عبور کرده که بخش بیشتر جهیل سیستان جزء خاک ایران است.

### کانال‌ها

#### کانال بغرا
کانال بغرا به‌طول ۷۵ کیلومتر بوده که ظرفیت عبور ۲۵۰۰ فوت‌ مکعب آب را در ثانیه داراست. کار ساخت این کانال در سال ۱۹۳۵ با متخصصان چاپانی قرارداد شد اما به‌نسبت وقوع جنگ جهانی دوم در سال ۱۹۴۱، کار آن متوقف شد؛ در سال ۱۹۴۶ کار آن دوباره آغاز شده و در سال ۱۹۵۲ تکمیل گردید. کانال بغرا برای آبیاری کشتزارهای مارجه، نادعلی و گرشک حفر گردید که بعدها بند برق گرشک نیز روی همین کانال اعمار شد.

## سد ها
- سد کجکی
- سد کمال خان
- سد سوختوگ

## مسئله حقوقی حقابه هیرمند

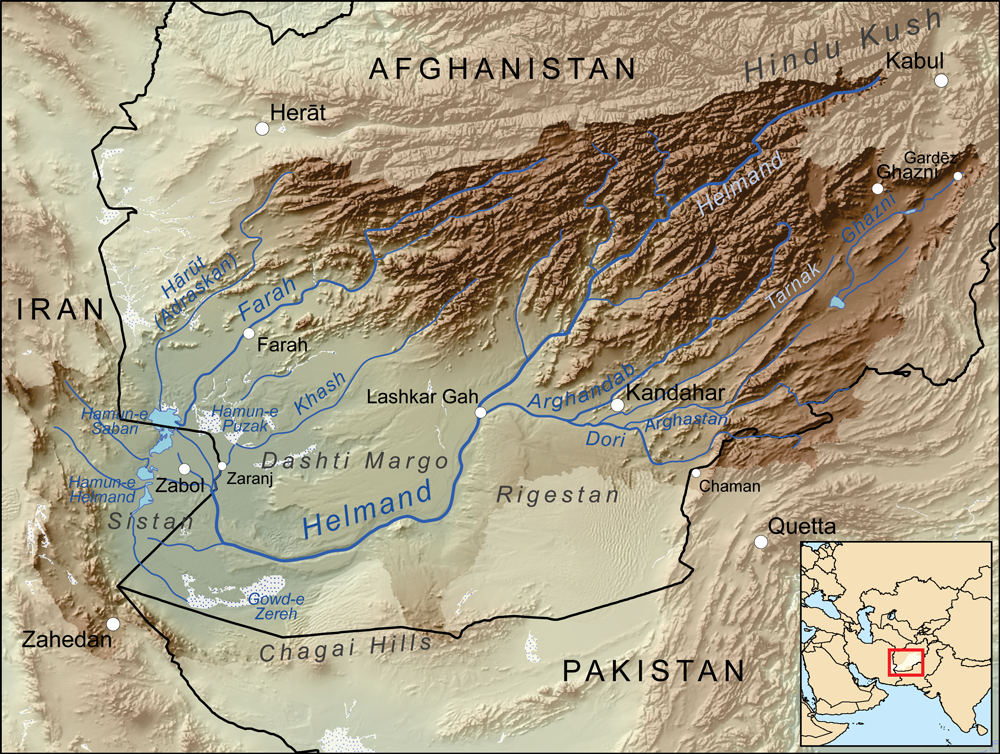
نقشهٔ حوضهٔ آبریز دریاچهٔ هامون و رود هیرمند

حقابهٔ ایران از هیرمند، به دادخواست حقوقی ایران از آب رود هیرمند در منطقهٔ سیستان اشاره دارد. این رود در گذشته در هر دو کشور افغانستان و ایران جاری بوده‌است. جدایی هرات از خاک ایران در سال ۱۸۵۷ (میلادی) به موجب معاهدهٔ پاریس و خودداری گستردهٔ حاکمیت افغانستان از جاری ساختن رود هیرمند در خاک ایران، مسئلهٔ حقابهٔ رود هیرمند را به یکی از مسائل مهم سیاسی، اجتماعی و زیست‌محیطی دو کشور مبدل ساخته‌است.